# Ladies Invited
Ladies Invited es el cuarto álbum de estudio de la banda de rock estadounidense The J. Geils Band. Fue publicado en noviembre de 1973 por Atlantic Records. Producido por Bill Szymczyk, Ladies Invited se grabó en The Hit Factory, en la ciudad de Nueva York, y las mezclas se llevaron a cabo en The Caribou Ranch, en Nederland, Colorado.

## Recepción de la crítica
Un escritor no especificado de la revista Record World declaró: “El nuevo álbum de Geils es realmente una invitación para cualquiera que ame el rock and roll sucio y deprimido. El siempre sorprendente J. toca una guitarra explosiva y la voz de Peter Wolf te levantará de tu asiento”. Un escritor no especificado de la revista Cash Box escribió: “Damas, y caballeros también, acudirán en masa a sus distribuidores de discos por miles para adquirir el último LP de Atlantic de esta banda trabajadora, que promete ser uno de los más grandes del año y que se destaca por el activo más fuerte del grupo—música roquera directa. «Did You No Wrong», «No Doubt About It», «Diddyboppin'» y «Take a Chance on Romance», todas compuestas por el cantante Peter Wolf y el teclista Seth Justman, son pura dinamita en la tradición establecida de Geils”. Un escritor no especificado de la revista Billboard comentó: “Con cada nuevo LP, los chicos malos del rock de Boston amenazan con convertirse en cabezas de cartel de oro y no lo logran. Sus canciones se han vuelto gradualmente menos blueseras y más eclécticas con influencias funk de hard rock. Quizás esta vez tengan suerte con «Did You No Wrong». Son una buena banda, inteligentemente enérgica y capaz de grandes cosas”.

## Lista de canciones
Todas las canciones escritas y compuestas por Peter Wolf y Seth Justman.
Lado uno
1. «Did You No Wrong» – 4:08
2. «I Can't Go On» – 5:05
3. «Lay Your Good Thing Down» – 4:36
4. «That's Why I'm Thinking of You» – 3:14
5. «No Doubt About It» – 3:50

Lado dos
1. «The Lady Makes Demands» – 4:22
2. «My Baby Don't Love Me» – 3:43
3. «Diddyboppin» – 3:32
4. «Take a Chance (On Romance)» – 3:41
5. «Chimes» – 5:05

## Créditos y personal
Créditos adaptados desde las notas de álbum de Ladies Invited.
The J. Geils Band
- Peter Wolf – voces
- Seth Justman – teclados, voces
- J. Geils – guitarra
- Magic Dick – arpa
- Daniel Klein – bajo eléctrico
- Stephen Jo Bladd – percusión, voces

Personal técnico
- Bill Szymczyk – productor, ingeniero de audio
- Allan Blazek – ingeniero de audio
- Juke Joint Jimmy – asistente especial
- The J. Geils Band – arreglos

Diseño
- Antonio – ilustración
- Douglas T. Slade – diseño de portada interior
- Ira Friedlander – diseño de portada
- Robert Agriopoulos – fotografía

## Posicionamiento
| Gráfica (1974)                            | Pico de posición |
| ----------------------------------------- | ---------------- |
| Canadá (RPM Top Albums)                   | 85               |
| Estados Unidos (Billboard Top LPs & Tape) | 51               |
| Estados Unidos (Cash Box Top 100 Albums)  | 35               |
| Estados Unidos (Record World Album Chart) | 25               |